# Spór o SF
Spór o SF: antologia szkiców i esejów o science fiction – antologia krytyczna o fantastyce naukowej. Książka ukazała się w 1989 nakładem Wydawnictwa Poznańskiego w serii „SF”. Redaktorzy antologii i autorzy wstępów do poszczególnych działów to Ryszard Handke, Lech Jęczmyk i Barbara Okólska.
Pomysł na antologię narodził się podczas Dni Fantastyki w Staszowie (październik 1984); autorzy opisali ją jako mającą „pionierski charakter” i mającą na celu prezentację ewolucji poglądów o i podejść do fantastyki naukowej.

## Zawartość tomu
W tomie znajdują się następujące szkice i eseje:
- I Ewolucja gatunku [red. Barbara Okólska]
  - Kingsley Amis – Nowe mapy piekła
  - Brian W. Aldiss – O pochodzeniu gatunku: Mary Shelley
  - Michel Butor – Kryzys rozwojowy science fiction
  - Mark R. Hillegas – Literackie korzenie science fiction
  - Robert M. Philmus(inne języki) – Science fiction od początków do 1870 roku
  - John Griffiths – Co to jest science fiction?
  - Jeremiej Parnow(inne języki)[a] – I Urania i Euterpe
  - Jean-Baptiste Baronian – Czy istnieje czysta science fiction?
  - Jaques Goimard – Prolog w logosie
  - Henri Baudin(inne języki) – Awatar świata wyobraźni
  - Jerzy Jarzębski – Stanisława Lema podróż do kresu fabuły
  - Andrzej Zgorzelski – SF jako pojęcie historycznoliterackie
  - Ryszard Handke – Wokół tożsamości SF
- II Granice Science Fiction [red. Ryszard Handke]
  - Umberto Eco – Nauka i fantastyka
  - Roger Caillois – Science fiction
  - Barbara Okólska – SF, fantastyka, baśń
  - Tatiana Czernyszowa – Mit i fantastyka
- III Poetyka science fiction [red. Ryszard Handke]
  - Ryszard Handke – Językowe sposoby kreowania składników fantastycznonaukowych
  - Eike Barmeyer – Formy komunikacji
  - Antoni Smuszkiewicz – Konstrukcja postaci w polskiej prozie fantastycznonaukowej
  - Scott Sanders(inne języki) – Niewidzialni mężczyźni i kobiety: zanik bohatera w science fiction
  - Darko Suvin – Poetyka science fiction
  - Andrzej Stoff – W „krainie wszechmożliwości”
- IV Funkcje science fiction [red. Lech Jęczmyk]
  - Stanisław Lem – Socjologia science fiction {fragment t. 1 Fantastyka i futurologia)
  - Ben Bova – Rola science fiction
  - Robert Scholes(inne języki), Eric S. Rabkin(inne języki) – Mit i mitotwórstwo
  - Patrick Parrinder(inne języki) – Science fiction a światopogląd naukowy
  - Andrzej Niewiadomski – Świadectwa prognoz społecznych w polskiej fantastyce naukowej (1945-1985)
  - Tom Woodman – Science fiction, religia i transcendencja

## Odbiór
Marek Oramus zrecenzował książkę dla „Nowej Fantastyki”. Ocenił tom jako udany, ale zawierający pewne mankamenty. Co do pionierskości inicjatywy, pisząc w 1990 r., zauważył, że jest to jedna z pierwszych i nielicznych pozycji tego typu w Polsce, aczkolwiek publikacja książki zbiegła się z publikacją kilku podobnych tekstów (m.in. Czasu Fantastyki Parowskiego i antologii Lem w oczach krytyki światowej). Skrytykował go jako zawierający względnie stare teksty (w większości z lat 70.), i opatrzony mylącym tytułem (w antologii nie ma „sporów” między piszącymi). Odnosząc się do strony merytorycznej tekstów, uznał rozważanie teoretyczne o definicji fantastyki naukowej za stosunkowo słabe, preferując polską definicję opracowaną przez Ryszarda Handkego (klasyfikującej jako SF utwory zachowujące przynajmniej „najsłabsze pozory naukowości”). Za lepsze ocenił teksty odnoszące się do mniej ambitnych, bardziej konkretnych zagadnień, zwłaszcza wyróżnił (jako „absolutnie rewelacyjne”) artykuły „Niewidzialni mężczyźni i kobiety: zanik bohatera w science fiction” Scotta Sandersa, „Science fiction, religia i transcendencja” Toma Woodmana oraz „SF a światopogląd naukowy” Patricka Parrindera. Za dobre ocenił też wszystkie teksty polskich autorów (Andrzeja Stoffa, Jerzego Jarzębskiego, Andrzeja Niewiadowskiego), aczkolwiek za nieco rozczarowujący uznał wkład Stanisława Lema, którym był esej przedrukowany z jego Fantastyki i futurologii. W podsumowaniu zwrócił też uwagę, że antologia ta wskazuje na to, że na Zachodzie fantastyka jest traktowana poważnie przez krytykę literacką, co w Polsce jest jeszcze stosunkowo rzadkie.
Książkę została też zrecenzowana w „Literaturze”, gdzie recenzent o pseudonimie „Km” napisał, że jest to „misz-masz... przegląd stanowisk i sądów... wielu wybitnych pisarzy na temat literatury fantastycznonaukowej”. Pochwalił pozycję za szersze ujęcie problemu, oddanie „złożoności i dwuznaczności piśmiennictwa SF” i za „nie ograniczanie się do... jednostronnej obrony tego gatunku”.
W "Nowych Książkach" pozycję opisano jako zawierającą stanowiska i sądy "wielu wybitnych krytyków i pisarzy" i "przedstawicieli współczesnej myśli humanistycznej [wysokiej] rangi" na temat fantastyki naukowej.
W 2016 Marta Błaszkowska opisała tom jako „klasyczny”.